# نيد واشنطن
نيد واشنطن (بالإنجليزية: Ned Washington)‏ هو كاتب أغاني وموسيقي وملحن وشاعر أمريكي، ولد في 15 أغسطس 1901 في سكرانتون في الولايات المتحدة، وتوفي في 20 ديسمبر 1976 في بيفرلي هيلز في الولايات المتحدة.

## وصلات خارجية
- نيد واشنطن على موقع IMDb (الإنجليزية)
- نيد واشنطن على موقع ألو سيني (الفرنسية)
- نيد واشنطن على موقع ميوزك برينز (الإنجليزية)
- نيد واشنطن على موقع قاعدة بيانات برودواي على الإنترنت (الإنجليزية)
- نيد واشنطن على موقع إن إن دي بي (الإنجليزية)
- نيد واشنطن على موقع أول ميوزيك (الإنجليزية)
- نيد واشنطن على موقع ديسكوغز (الإنجليزية)